# Mercedes-Benz W209
Mercedes-Benz W209 — легковой автомобиль торговой марки Mercedes-Benz, второе поколение Mercedes-Benz CLK-класса, пришедшее на смену Mercedes-Benz W208 в 2002 году. Модель выпускалась в двух кузовах: C209 (купе) и A209 (кабриолет). Производство автомобилей серии W209 было завершено в январе 2009 года.
Помимо стандартных серийных модификаций компания представила наиболее мощные версии CLK 55 AMG, CLK 63 AMG, CLK 63 AMG Black Series и CLK DTM AMG от подразделения Mercedes-AMG.

## История

### 2002—2006

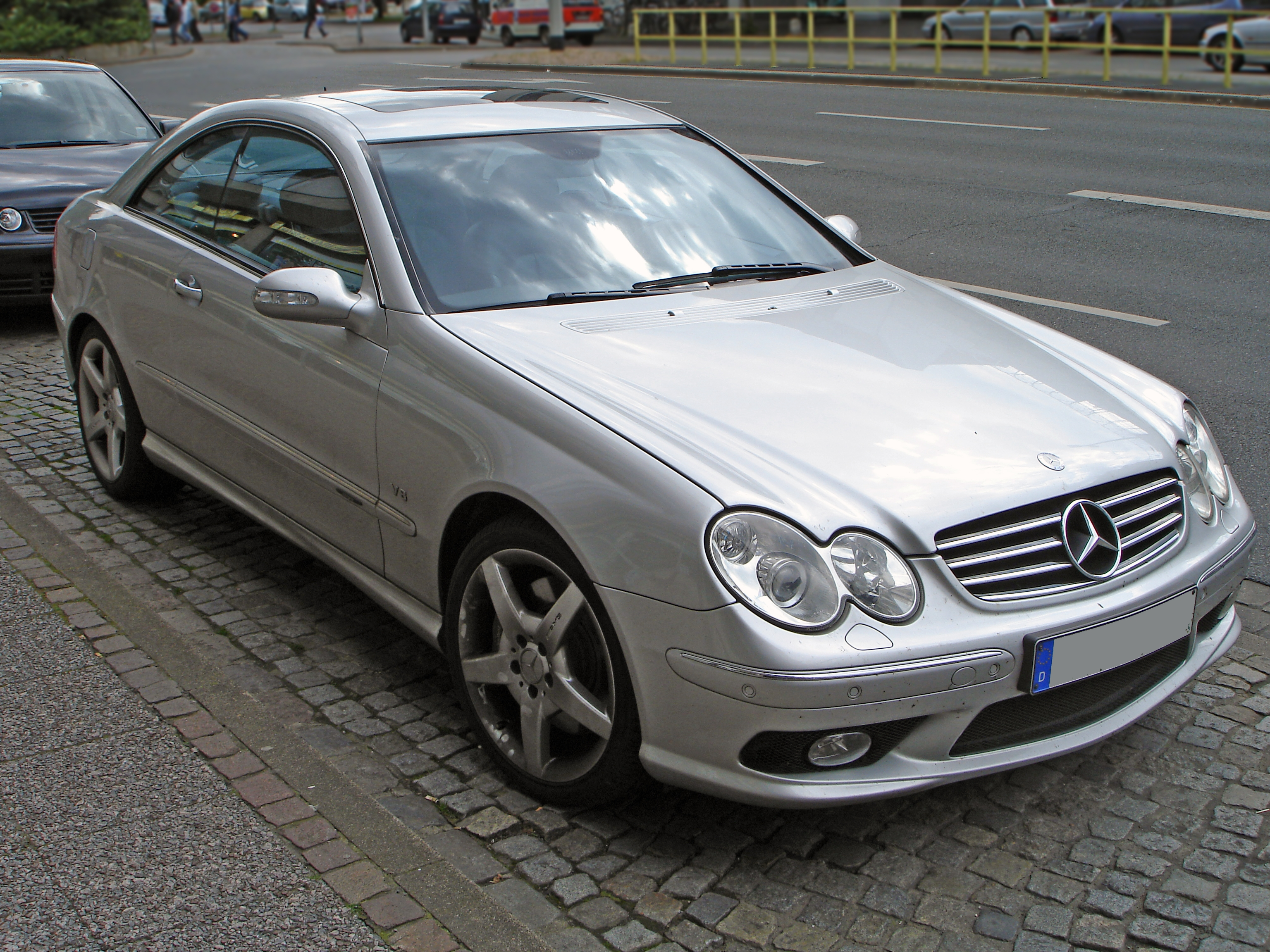
Модель W209 (CLK 500) 2002—2006 гг. выпуска

В марте 2002 года на смену модели Mercedes-Benz W208 пришло второе поколение лёгких компактных купе CLK-класса. Новый автомобиль был основан на платформе Mercedes-Benz W203 C-класса, которая также имела схожую модификацию и собиралась на аналогичной платформе — 3-дверный хетчбэк Sport Coupe. Производство было налажено на заводе в Бремене, Германия, куда было вложено около 300 миллионов евро. Модельный ряд двигателей Mercedes-Benz W209 состоял как из бензиновых ДВС, так и дизельных различных конфигураций. Наиболее серьёзной технической новинкой, которая впервые была представлена с появлением данной модели, стал 1,8-литровый двигатель, оснащённый системой непосредственного впрыска бензина в камеры сгорания. Это — первый двигатель от Mercedes-Benz такого типа.
В марте 2003 года на весеннем салоне в Женеве дебютировала модификация в кузове кабриолет (A209).
Автомобиль 2004 года стал последним в истории марки Mercedes-Benz, на котором была установлена мультимедийная система, коммутируемая при помощи оптического кабеля D2B (от англ. Digital Data Bus), представленного около 10 лет назад. В этом же году была представлена гоночная модификация CLK DTM AMG. Купе лишилось почти всей отделки салона — можно было даже заказать спортивные ковши с фиксированной спинкой. Кузовные панели заменили на более лёгкие и широкие, чтобы прикрыть выпирающие колёса — колею увеличили на 66 миллиметров спереди и на 75 миллиметров сзади.

### 2006—2009

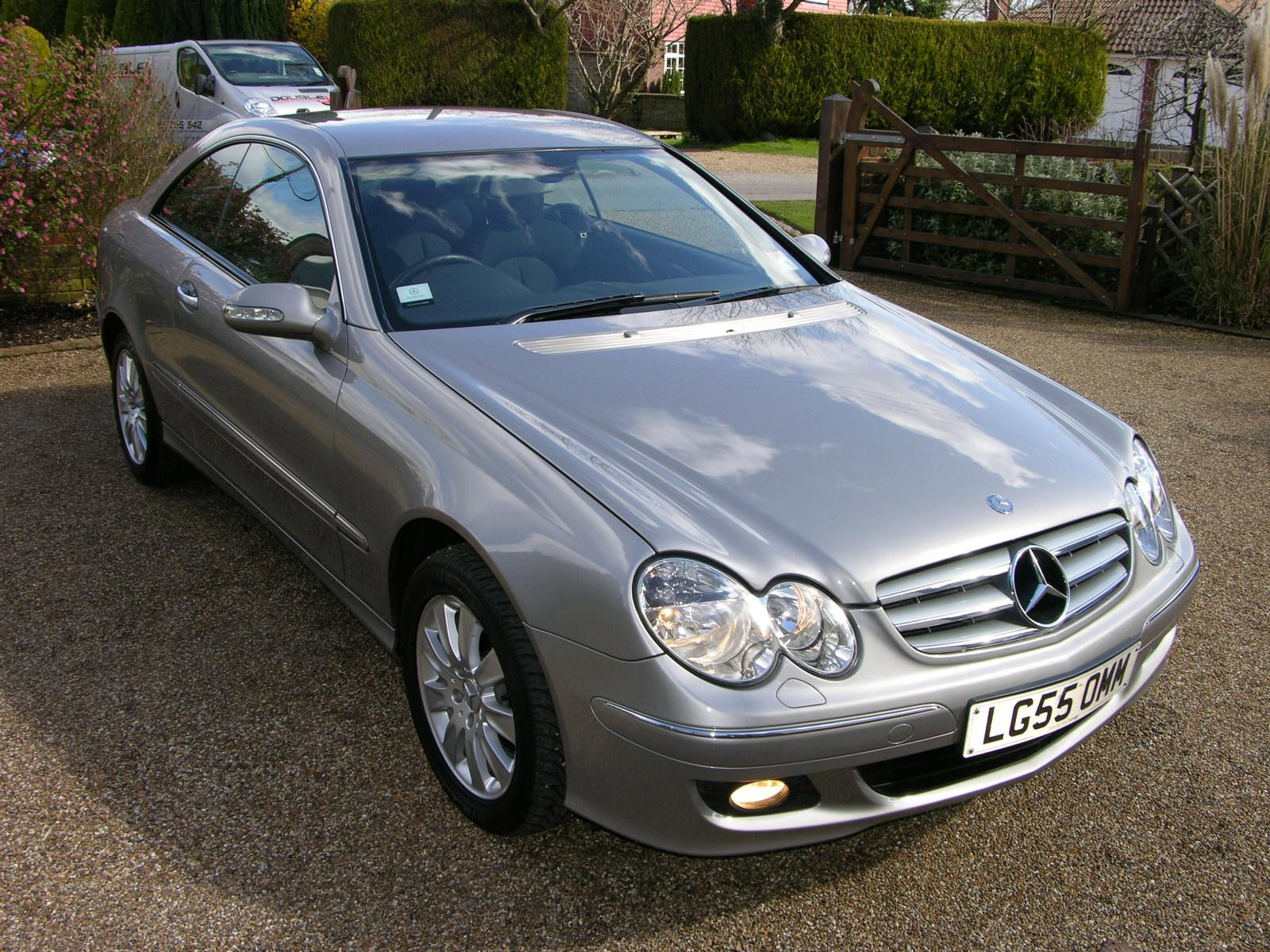
Модель W209 (CLK 200) 2006—2009 гг. выпуска

В 2005 году автомобиль претерпел рестайлинг. Обновлённая модель была представлена широкой публике ещё в 2005 году на Женевском автосалоне. В продажу автомобиль поступил через год. Новая модификация помимо небольших изменений во внешности обзавелась системой мультимедиа, работающей при помощи технологии MOST (англ. Media Oriented Serial Transport), а также доступными на заказ DVD-навигацией и интеграцией с устройствами iPod. Модельный ряд двигателей пополнился усовершенствованным 3,5-литровым V6 двигателем. Модель CLK320 была заменена на CLK 350. На рулевое колесо модели CLK 500 установили подрулевые переключателями от AMG модификации, а также заменили коробку передач на новую — 7G-Tronic.
В 2007 году модель CLK 500 стала именоваться CLK 550, а высокопроизводительную версию CLK 55 AMG заменили на CLK 63 AMG.
В январе 2009 года производство автомобилей серии W209 было завершено. Mercedes-Benz W209 стал последним представителем CLK-класса. Автомобиль заменило новое купе Mercedes-Benz из четвёртого поколения E-класса — Mercedes-Benz W212 (код кузова С207).

## Описание

### Экстерьер
Автомобиль Mercedes-Benz W209 на 71 мм (2,4 дюйма) длиннее, 18 мм (0,7 дюйма) шире и 28 мм (1,1 дюйма) выше, чем его предшественник. Внешний дизайн позаимствован у Mercedes-Benz W203, на основе которого и собран автомобиль (тот же профиль передней оптики, схожая конструкция кузова, форма бамперов и тому подобного). Кабриолеты оснащались мягкой складываемой крышей, управляемой дистанционно.
Благодаря рестайлингу 2005 года автомобиль получил новый передний бампер, новую решётка радиатора, обновлённые задние фонари и видоизменённые колёсные диски.
Модель выпускалась в двух линиях исполнения: ELEGANCE (легкосплавные колёсные диски с 7-спицевым дизайном, серая решётка радиатора с декоративной хромированной отделкой, тонированное стекло зелёного оттенка, 4 цвета интерьера на выбор, деревянная отделка салона с декоративными хромированными полосами) и AVANTGARDE (легкосплавные колёсные диски с 5-спицевым дизайном, чёрная решётка радиатора с декоративной хромированной отделкой, тонированное стекло голубого оттенка, 2 цвета интерьера на выбор + 3 цветовые комбинации, алюминиевая отделка салона ellypta с декоративными хромированными полосами). С 2006 года появился спорт-пакет AMG.
|  |  |  |  |

### Интерьер
В интерьере автомобиля Mercedes-Benz W209 преобладают дизайнерские решения С-класса, однако смотрятся они более богато. Покупателям была доступна дистанционная система Keyless-Go, заменяющая ключ зажигания. Включение двигателя могло производиться при помощи кнопки, расположившейся на рычаге коробки передач. Автомобиль обладал солидным для своего класса 390-литровым багажником, более просторными задними сиденьями, на которых с комфортом могли разместится двое взрослых пассажиров. Для рынка США выпускались модели с кожаной обивкой орехового цвета.
Рестайлинг 2005 года привнёс изменения в интерьер автомобиля: обновился внешний вид приборной панели, материалы отделки заменили на более качественные и современные. Появился вариант отделки кожей с тонкой отстрочкой.
В Европу поставляли две версии автомобиля: первая была с уклоном на роскошь (салон цвета грецкого ореха, полированные колёсные диски и иные элементы), вторая — на спортивность и агрессивность.
|  |  |  |  |

### Электрооборудование
Европейские автомобили значительно отличались, и, как правило, менялись в зависимости от потребностей покупателя. Тем не менее все модели поставлялись с четырьмя боковыми подушками безопасности, преднатяжителями ремней безопасности, автоматическим климат-контролем THERMATIC, круиз-контролем DISTRONIC, датчиком дождя, антиблокировочной тормозной системой (ABS) и электронным контролем устойчивости (ESP). На заказ были доступны система Keyless Go, навигация, система голосового управления LINGUATRONIC, Parktronic, а также би-ксеноновая (Bi-Xenon HID) передняя оптика.

### Двигатели

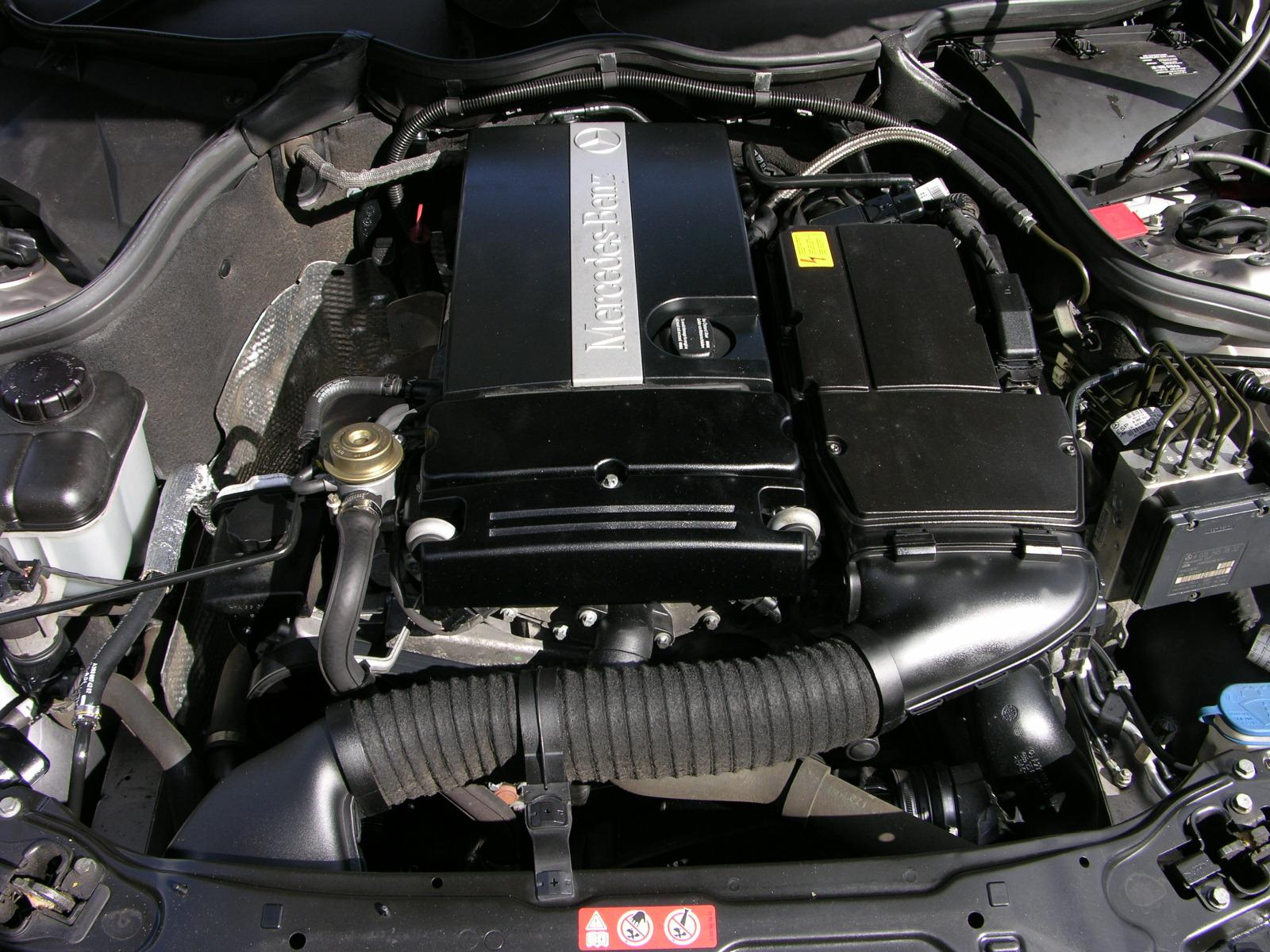
Двигатель CLK 200 Kompressor

Автомобиль выпускался как с бензиновыми, так и с дизельными силовыми агрегатами. Помимо стандартных модификаций W209 выпускался в высокопроизводительных версиях от подразделения Mercedes-AMG.

#### Бензиновые
| Модель                  | Двигатель    | Рабочий объём | Конфигурация / Клапанов | Мощность @ об/мин         | Крутящий момент @ об/мин | Разгон 0–100 км/ч       | Годы выпуска    | Модификации     |
| ----------------------- | ------------ | ------------- | ----------------------- | ------------------------- | ------------------------ | ----------------------- | --------------- | --------------- |
| CLK 200 Kompressor      | M271 E18 ML  | 1796 см3      | R4/16                   | 120 кВт (163 л.с.) / 5500 | 240 Н·м / 3000           | 9,3 с                   | 09.2002–09.2006 | купе, кабриолет |
| CLK 200 Kompressor      | M271 E18 ML  | 1796 см3      | R4/16                   | 135 кВт (184 л.с.) / 5500 | 250 Н·м / 2800–5000      | 8,8 с/(9,1 с)           | 10.2006–03.2010 | купе, кабриолет |
| CLK 200 CGI             | M271 DE18 ML | 1796 см3      | R4/16                   | 125 кВт (170 л.с.) / 5300 | 250 Н·м / 3000           | 9,2 с                   | 07.2003–05.2005 | купе            |
| CLK 240                 | M112 E26     | 2597 см3      | V6/18                   | 125 кВт (170 л.с.) / 5500 | 240 Н·м / 4500           | 9,2 с                   | 06.2002–05.2005 | купе, кабриолет |
| CLK 280                 | M272 E30     | 2996 см3      | V6/24                   | 170 кВт (231 л.с.) / 6000 | 300 Н·м / 2500–5000      | 7,4 с/(7,4 с) / [7,2 с] | 06.2005–03.2010 | купе, кабриолет |
| CLK 320                 | M112 E32     | 3199 см3      | V6/18                   | 160 кВт (218 л.с.) / 5700 | 310 Н·м / 3000–4600      | (7,9 с)                 | 06.2002–05.2005 | купе, кабриолет |
| CLK 350                 | M272 E35     | 3498 см3      | V6/24                   | 200 кВт (272 л.с.) / 6000 | 350 Н·м / 2400–5000      | (6,4 с) / [6,2 с]       | 06.2005–03.2010 | купе, кабриолет |
| CLK 500                 | M113 E50     | 4966 см3      | V8/24                   | 225 кВт (306 л.с.) / 5600 | 460 Н·м / 2700–4250      | (6,0 с) / [5,9 с]       | 06.2002–05.2006 | купе, кабриолет |
| CLK 500 CLK 550         | M273 E55     | 5461 см3      | V8/32                   | 285 кВт (388 л.с.) / 6000 | 530 Н·м / 2800–4800      | (5,2 с) / [5,0 с]       | 06.2006–03.2010 | купе, кабриолет |
| CLK 55 AMG              | M113 E55 EVO | 5439 см3      | V8/24                   | 270 кВт (367 л.с.) / 5750 | 510 Н·м / 4000           | 5,2 с                   | 09.2002–05.2006 | купе, кабриолет |
| CLK 63 AMG              | M156 E63     | 6208 см3      | V8/32                   | 354 кВт (481 л.с.) / 6800 | 630 Н·м / 5000           | [4,7 с]                 | 06.2006–03.2010 | купе, кабриолет |
| CLK 63 AMG Black Series | M156 E63     | 6208 см3      | V8/32                   | 373 кВт (507 л.с.) / 7200 | 630 Н·м / 5250           | [4,3 с]                 | 05.2007–05.2009 | купе            |
| CLK DTM AMG             | M113 E55 ML  | 5439 см3      | V8/24                   | 428 кВт (582 л.с.) / 6100 | 800 Н·м / 3500           | (3,9 с)                 | 06.2004–05.2006 | купе, кабриолет |

#### Дизельные
| Модель      | Двигатель     | Рабочий объём | Конфигурация / Клапанов | Мощность @ об/мин         | Крутящий момент @ об/мин                  | Разгон 0–100 км/ч | Годы выпуска    | Модификации     |
| ----------- | ------------- | ------------- | ----------------------- | ------------------------- | ----------------------------------------- | ----------------- | --------------- | --------------- |
| CLK 220 CDI | OM646 DE22 LA | 2148 см3      | R4/16                   | 110 кВт (150 л.с.) / 4200 | 340 Н·м / 2000                            | 10,2 с/(10,4 с)   | 01.2005–05.2009 | купе            |
| CLK 270 CDI | OM612 DE27 LA | 2685 см3      | R5/20                   | 125 кВт (170 л.с.) / 4200 | 400 Н·м / 1800                            | 9,2 с             | 10.2002–05.2005 | купе            |
| CLK 320 CDI | OM642 DE30 LA | 2987 см3      | V6/24                   | 165 кВт (224 л.с.) / 3800 | 415 Н·м / 1400–3800 (510 Н·м / 1600–2800) | 8,2 с /(6,9 с)    | 01.2005–03.2010 | купе, кабриолет |

### Шасси

#### Подвеска
Передняя подвеска Mercedes-benz W209 — трёхрычажная типа McPherson, с винтовыми пружинами, газонаполненными амортизаторами и стабилизатором поперечной устойчивости. Задняя подвеска — многорычажная независимая, также с винтовыми пружинами, газонаполненными амортизаторами и стабилизатором поперечной устойчивости.
Рулевое колесо с реечным механизмом.

#### Трансмиссия
Базовые модели Mercedes-Benz W209 оснащались 6-ступенчатой механической и 5-ступенчатой автоматической коробкой передач 5G-Tronic, на спортивные модификации устанавливали 7-ступенчатую АКПП 7G-Tronic.

#### Тормозная система
На автомобиле установлена гидравлическая двухконтурная тормозная система с вакуумным усилителем, вентилируемые передние и твердотельные задние дисковые тормоза, барабанный стояночный тормоз. Из электронных систем присутствуют ABS, Brake Assist и ESP.

#### Колёса
Автомобиль оснащался 16- (7 J x 16 передние и 8 J x 16 задние) и 17-дюймовыми (7.5 J x 17 передние и 8.5 J x 17 задние) колёсными дисками. Шины: передние — 205/55 R16, задние — 225/50 R16 для 16-дюймовых дисков, передние — 225/45 R17, задние — 245/40 R17 для 17-дюймовых дисков. Также как опция были доступны 18-дюймовые диски.
На высокопроизводительные модификации наподобие CLK 55 AMG устанавливали 18-дюймовые диски (7.5 J x 18 передние и 8.5 J x 18 задние) с 225/40 R18 передними и 255/35 R18 задними шинами.

## Модификации

### CLK 55 AMG

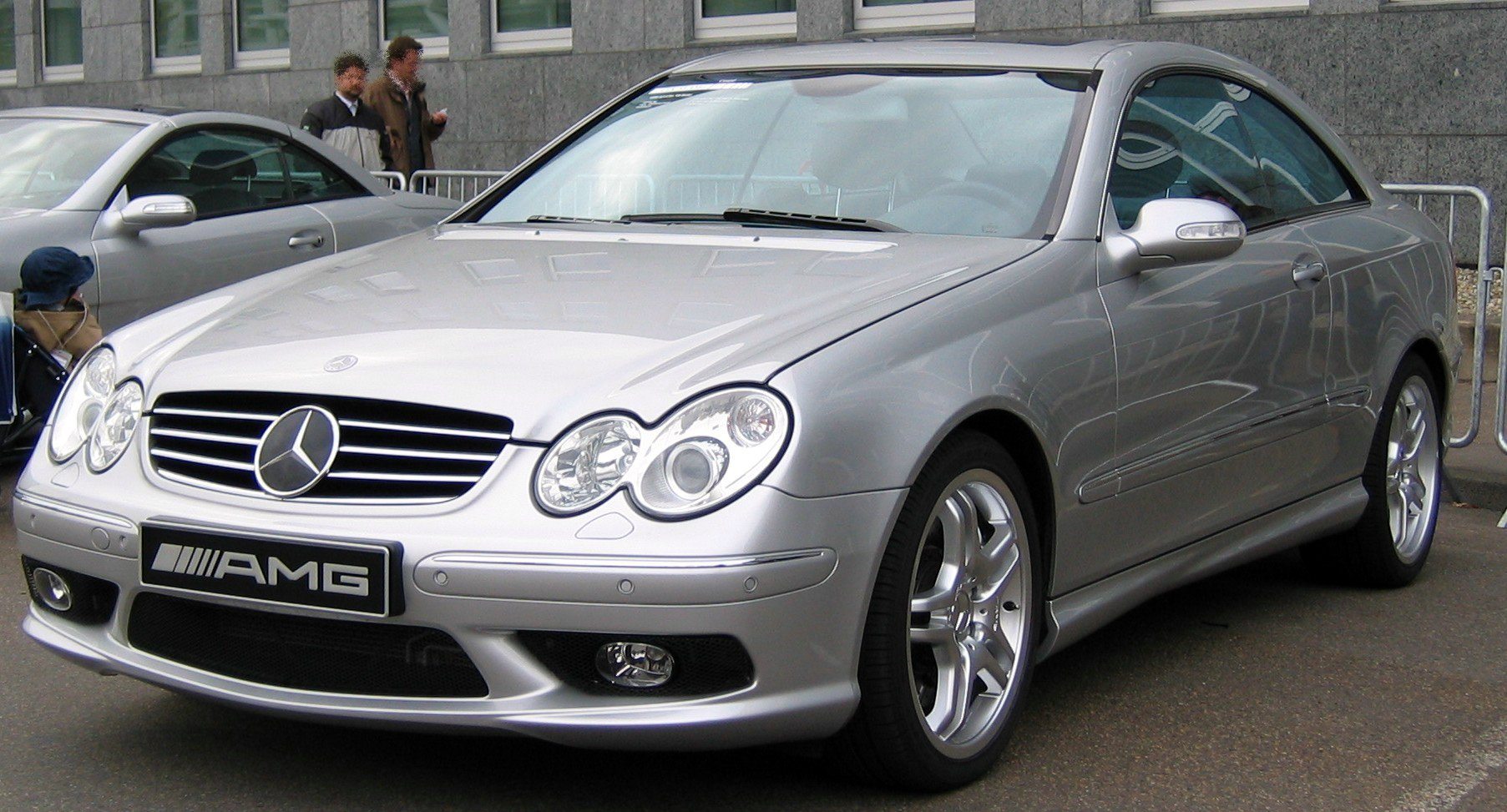
Mercedes-Benz W209 CLK 55 AMG

Автомобиль Mercedes-Benz CLK 55 AMG оснащался 5,4-литровым двигателем в конфигурации V8, работающим в паре с 5-ступенчатой автоматической коробкой передач 5G-Tronic, позаимствованной у S-класса. Мощность силового агрегата составляла 367 л. с. (274 кВт), крутящий момент равнялся 510 Н·м. Автомобиль сконструирован на стандартном для всего CLK-класса шасси с некоторыми модификациями от подразделения Mercedes-AMG (иные пружины, клапана и втулки). В результате внесённых изменений подвеска стала жёстче, улучшила управляемость на высоких нагрузках. Изменения коснулись и тормозной системы. На колёса устанавливались 18-дюймовые легкосплавные диски с 225/45ZR18 передними и 245/40ZR18 задними шинами фирмы Michelin.

### CLK 63 AMG

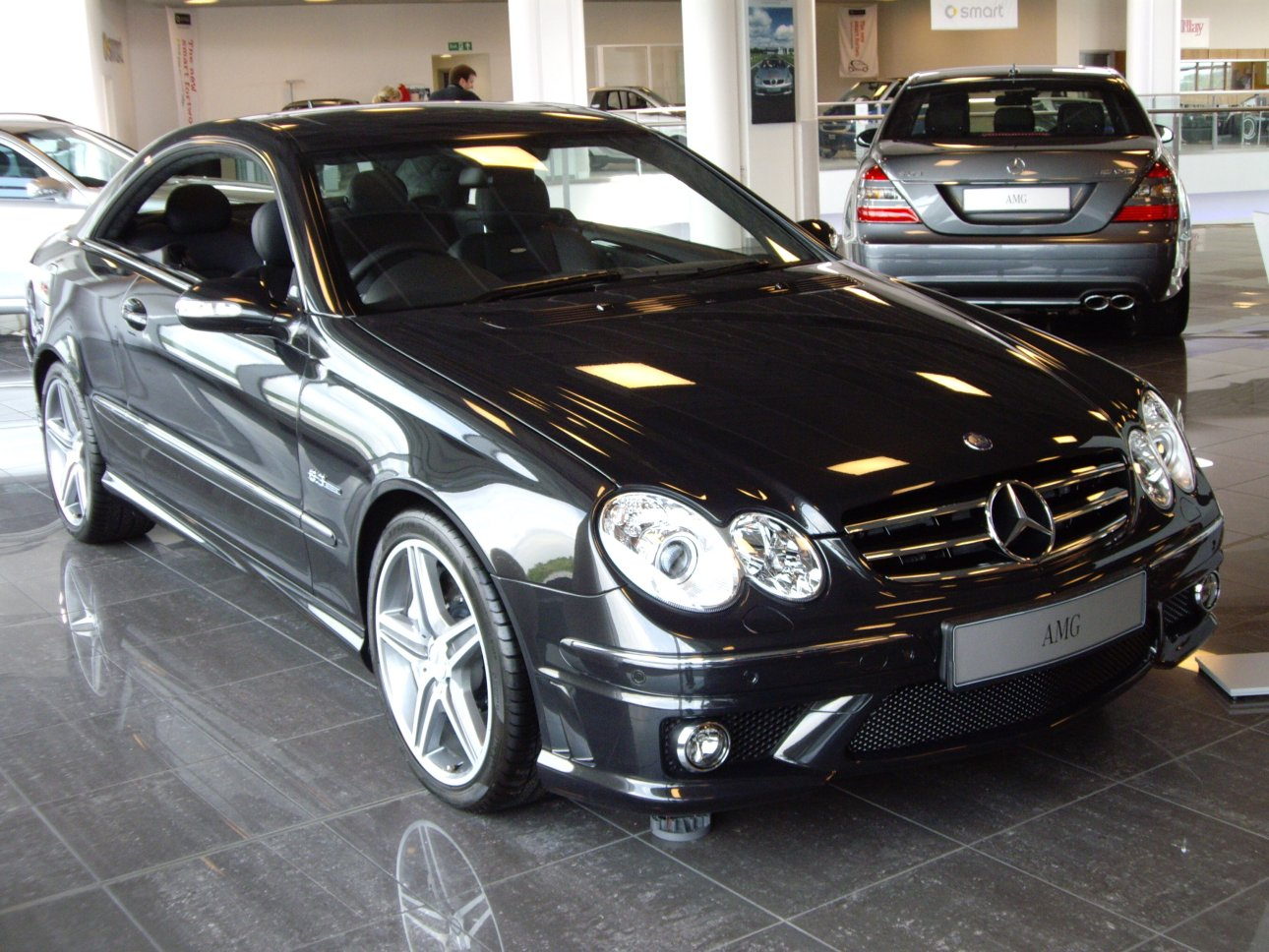
CLK 63 AMG

Автомобиль Mercedes-Benz CLK 63 AMG был представлен в 2006 году на замену CLK 55 AMG. Он оснащался 6.2 литровым двигателем конфигурации V8, работающим в паре с 7-ступенчатой автоматической коробкой передач. Мощность CLK 63 составляла 481 л.с. (354 кВт, +31% к производительность в сравнении с предшественником), крутящий момент равнялся 630 Н·м (+23% в сравнении с предшественником). Автомобиль выпускался как в кузове купе, так и кабриолет.

### Black Series

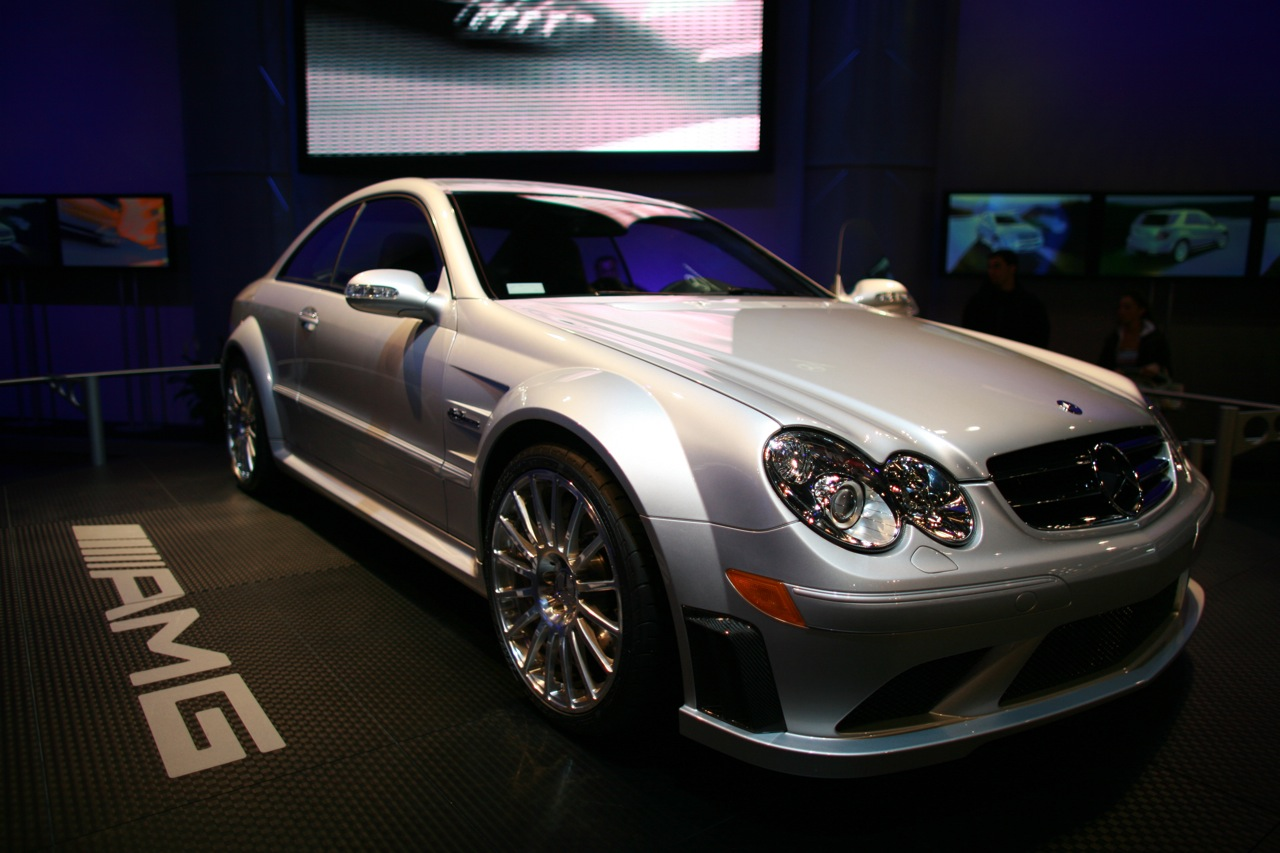
Mercedes-Benz CLK 63 AMG Black Series

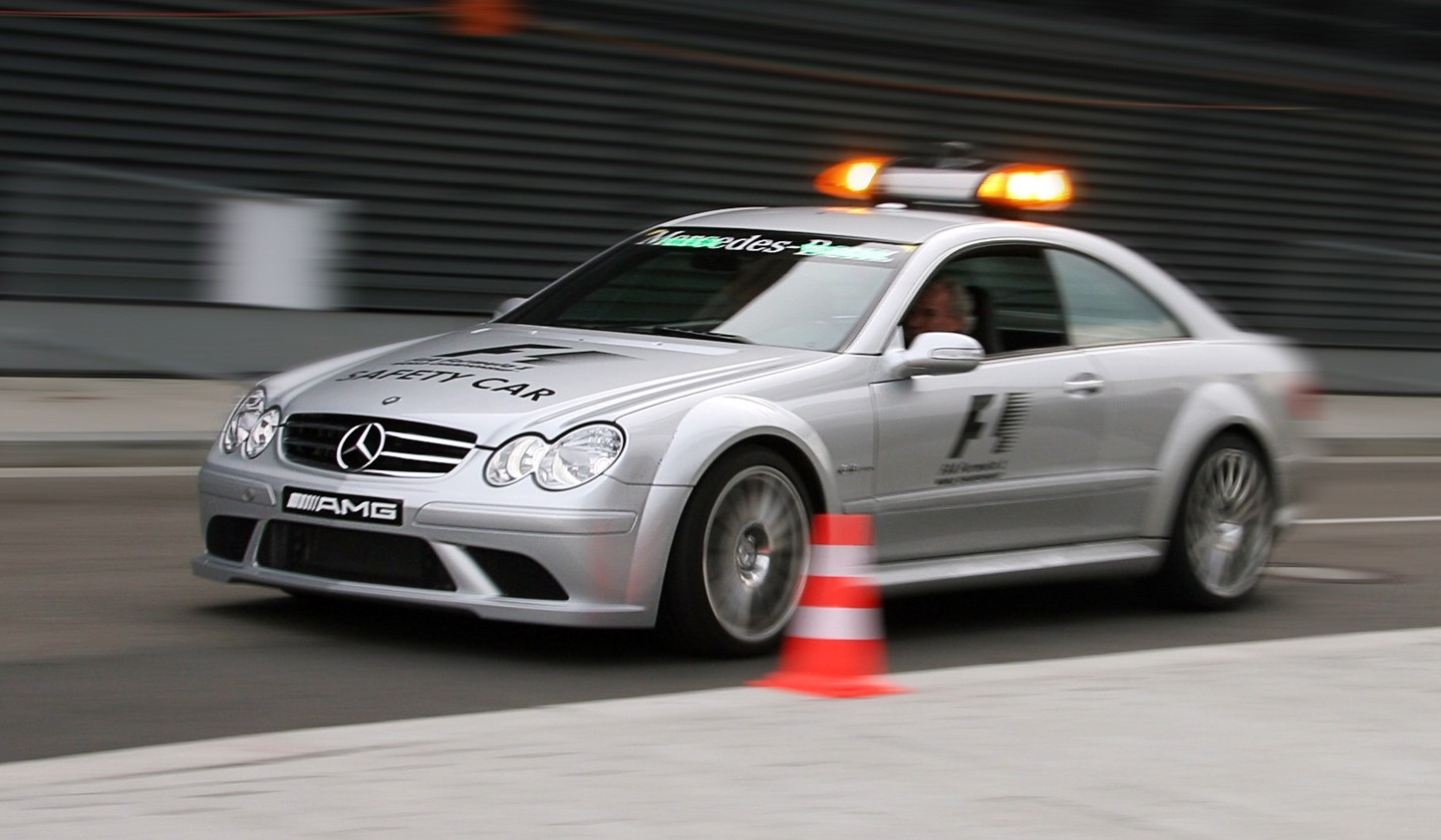
Mercedes-Benz CLK 63 AMG F1 Safety Car

Автомобиль CLK63 AMG Black Series производился с 2007 по 2009 год. Его вес был значительно больше, чем автомобиля, на котором он основан, однако его скорость и производительность были выше благодаря обновлённому дифференциалу, модифицированному двигателю, а также иным модификациям. Модель оснащалась 6.2-литровым (6208 см3) V8 двигателем с 7-ступенчатой автоматической коробкой передач AMG SpeedShift и развивала мощность в 507 л.с. (373 кВт) при 6800 об/мин и крутящий момент 630 Н·м. Скорость разгона от 0 до 100 км/ч составляла 4.1 секунды.
Модификации включают удаление заднего ряда сидений, модернизированную заднюю ось, новые пружины шасси и полностью регулируемую систему подвески. Максимальная скорость автомобиля ограничена электроникой на отметке в 300 км/ч. Модель оснащается 9.0 x 19 задними и 9.5 x 19 передними легкосплавными колёсными дисками с шинами Pirelli PZero Corsa tires размерностью 265/30 R19 спереди и 285/30 R19 сзади.
Mercedes-Benz CLK 63 AMG F1 Safety Car был основой для постройки версии Black Series и использовался как автомобиль безопасности Формулы-1 в 2006 и 2007 годах. При мощности в 481 л.с. и 630 Нм крутящего момента, скорость его разгона от 0 до 100 км/ч составляла 4.3–4.1 секунды.

### CLK DTM AMG

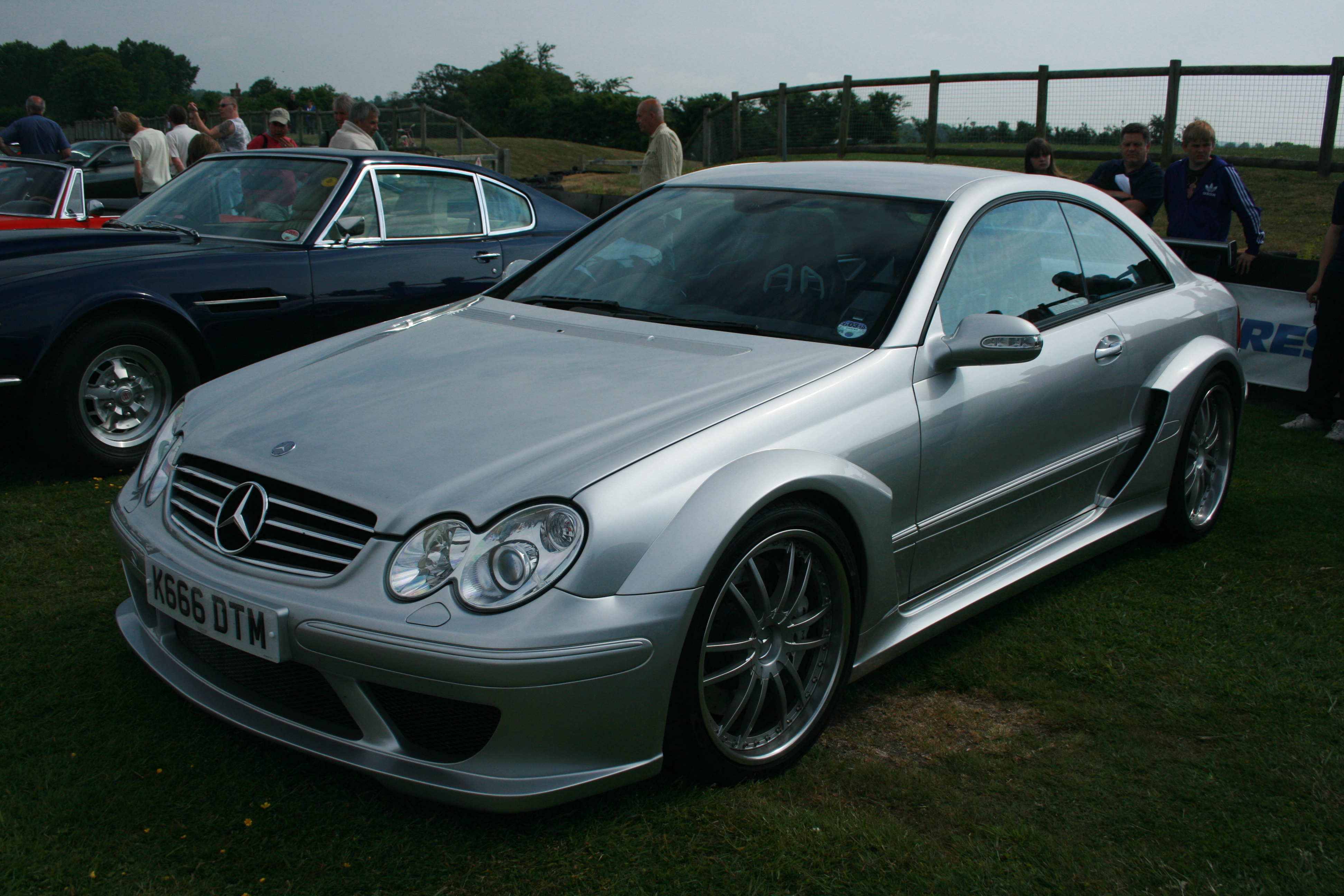
Mercedes-Benz CLK DTM

В 2004 году был представлен спорткар на базе модели C209 CLK-класса — Mercedes-Benz CLK DTM AMG, созданный для участия в гонках Deutsche Tourenwagen Masters. Автомобиль победил в 9 из 10 гонок в сезоне DTM 2003 года. Самый быстрый 4-местный кабриолет на момент выпуска.
В Европе автомобиль продавался с AMG двигателем V8 рабочим объёмом в 5.4 л и установленным нагнетателем. Мощность силового агрегата составляла 428 кВт (582 л.с.), а крутящий момент равнялся 800 Н·м. Разгон до 100 км/ч составлял 3.9 секунды, максимальная скорость была ограничена электроникой до 320 км/ч (200 миль/ч).
Производство автомобиля было окончено в 2006 году. Всего за короткий промежуток времени было выпущено 100 экземпляров в кузове купе и 80 кабриолетов.

## Галерея
|  |  |  |  |  |  |  |  |
|  |  |  |  |  |  |  |  |

|  |  |  |  |  |  |  |  |
|  |  |  |  |  |  |  |  |